# Tidavads kyrka
Tidavads kyrka är en kyrkobyggnad som sedan 2009 tillhör Ullervads församling (tidigare Tidavads församling) i Skara stift. Den ligger i kyrkbyn Tidavad i Mariestads kommun.

## Kyrkobyggnaden
Kyrkan uppfördes på medeltiden och fick sitt nuvarande utseende vid ombyggnader på 1600-talet och 1700-talet. 1728 revs koret och kyrkan förlängdes mot öster. Någon gång mellan 1732 och 1741 tillkom nuvarande sakristia. 1747 fick kyrkorummet takmålningar utförda av Sven Kinnander. Tio år senare målades de om av Carl Gustaf Hoijst.
Kyrkan består av ett rektangulärt långhus med ett tresidigt avslutat kor i öster. Vid västra kortsidan finns ett lägre och smalare vapenhus. Norr om koret finns en sakristia.

## Klockstapel och klockor
Strax söder om kyrkan finns en klockstapel som är uppförd 1693. Den täcks av ett rödmålat spåntak. 
- Storklockan är av en senmedeltida normaltyp utan inskrifter.[1]
- Lillklockan omgöts 1753.

## Inventarier
- En madonnaskulptur stående på månskäran i skåp under baldakin från sent 1400-tal utförd i ek. Höjd 124 cm. [2]
- En pietàskulptur från 1400-talet utförd i ek. Höjd 50 cm.[3]
- Kyrkan har två dopfuntar. Äldre funten av sten är från 1100-talet, medan yngre funten av trä är från 1693. På den äldre, som är gjord av Roglinus, finns det en latinsk inskrift: IN HONORE SCE TRINITA : TE GILE?T ME EMIT : ROGLINUS ME FECIT / AGNUS DEI. På Svenska:  "Till den heliga Treenighetens ära. Gilet (?) har köpt mig. Roglinus har gjort mig. Guds Lamm"[4]
- I början av 1800-talet tillkom en altarpredikstol. 1953 byggdes predikstolen om och placerades vid norra väggen.
- Nuvarande orgel är inköpt 1942 från Nordfors & Co.

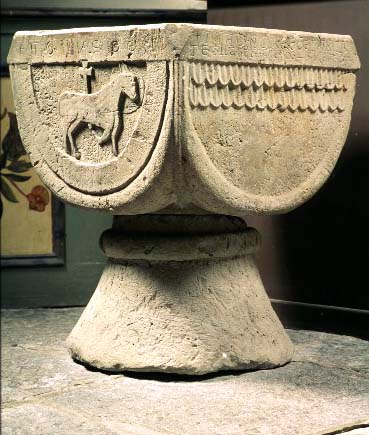
Dopfunten i sandsten är från mitten av 1100-talet.
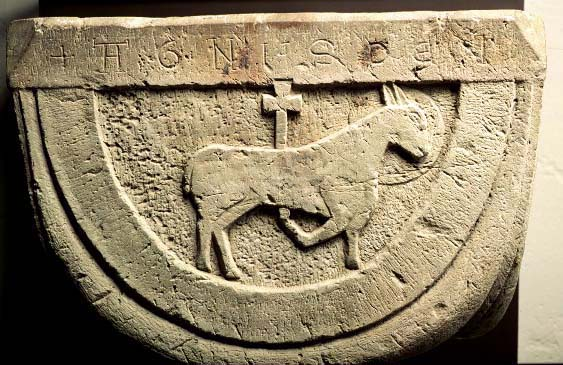
Agnus dei  "Guds lamm"
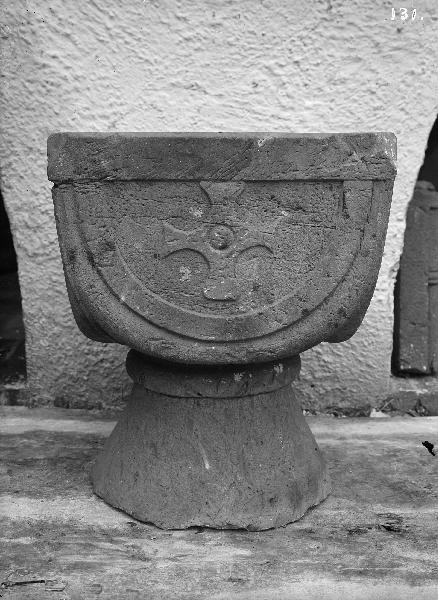
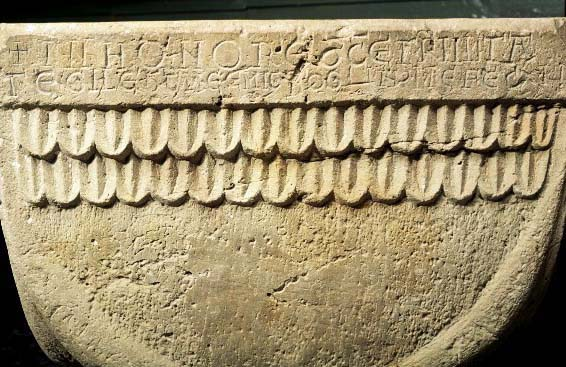
Den latinska inskriften.